# Goldbornbach (Helme)
Der Goldbornbach ist ein kleiner, rund 4 km langer, rechter Nebenbach der Helme in Heringen im Landkreis Nordhausen in Thüringen.

## Verlauf
Der Goldbornbach entspringt in einem Waldgebiet südlich von Heringen. Er fließt überwiegend in nördliche Richtung. Bevor er die kleine Stadt erreicht, tangiert er noch eine Kleingartenanlage. Schließlich mündet er im Westen von Heringen der Helme zu.